# エニガーロー
エニガーロー (ドイツ語: Ennigerloh [ˈɛnɪɡɐloː], 低地ドイツ語: Iänigerlau) は、ドイツ連邦共和国ノルトライン＝ヴェストファーレン州ミュンスター行政管区のヴァーレンドルフ郡に属す市である。

## 地理

### 隣接する市町村
エニガーローは、北から時計回りに以下の市町村と境を接している: ヴァーレンドルフ、ベーレン、エルデ、ベックム、アーレン、ゼンデンホルスト（いずれもヴァーレンドルフ郡）。

### 市区
本市の市区は以下の通り:
- エニガー
- ヴェストキルヒェン
- オステンフェルデ

## 歴史
エンニガーローはヘルツェブロック修道院が創設された際、860年に初めて文献に記録されている。この文書は現存しないが、後世の文献に一部が引用されており、見ることができる。当然集落としては、出土品が示す通りこれよりも古い。1050年頃に書かれたフレッケンホルストの最も古い徴税簿には、修道院に納税が義務づけられた数多くの農場が主農場 Aningeralo とともに記載されている。この主農場は、しばしば誤解されているのだが、司教が所有したシュルツェ・エニガーロー農場ではなく、現在も存在しているシュルツェ・ニュニング農場（この名称は、下記の通り修道院に属していた事による）のことである。Loh は単なる「森」ではなく、「聖なる森」を意味していた（ラテン語 "lucus" がこのような意味である）。高台の上の現在教会がある場所も特別な場所であり（付近に似たような場所はない）、古い異教の聖域であった。Aningerlo という地名に含まれるシラブル ing は、たびたび述べるとおり、ここが古い集会所（古代の部族集会を Thing という）であったことを意味しない。ここは教会周囲の墓地に近い裁判を行う場所であったかもしれないが、ing は thing ではない。ing は、たとえばカール (Karl) のジッペに属するものをカロリンガー (Karolinger) と呼ぶように「所属」を意味するものであった。修道女たち (Nonnen) が所有する農場が「ニュニング」(Nünning) と呼ばれるのも同様である。
1240年、貴族領主のベルンハルト・ツー・リッペはレーダに属していたエニガーロー代官区をミュンスター司教に譲渡した。1270年から1336年まで、フレッケンホルスト修道院の文書に、エニガーロー騎士家がたびたび登場する。この一門はシュルツェ・エニガーロー農場の所有者であり、紋章を使用していた。その紋章は、銀地と青地に上下二分割された盾であり、1921年のノートゲルトの券面に印刷されたのが公式に現れる最後である。領主であるミュンスター司教が所有するフェーメ裁判（秘密刑事裁判）のための広場は、1690年に建築工事のために明け渡された。これにより、「ドルッベル」と呼ばれる現存する稠密な都市中心部が形成された。低地ドイツ語の Drubbel は高地ドイツ語の Traube （ブドウなどの房、あるいはブドウそのものを意味する）にあたり、家屋がひどく密集した様子がブドウなどの房のようであることに由来している。
聖ヤコーブス教区は、いわゆる母教区で、この教区からエニガー、ヘートマール、ノイベックムの教区が分岐した。この教会の古い部分は、13世紀中頃の後期ロマネスク様式によるヴェストファーレン式のホールである。この空間はほぼ正方形の平面を持ち、元々は北と南の2か所に出入り口があった。1886年の改築により、この教会の本来の様式は大きく損なわれた。この時に翼廊と内陣がネオゴシック様式で増築された。広場周辺は工業化によって急速に増加した住民に分譲された。1970年代に教会内部の一部が昔の状態に復元された。この教会は高台の上に建っており、古い水車とともに長い間街のシルエットを形成してきた。古い村は、教会とシュルツェ・エニガーロー主農場との間にあったが、1860年頃に失われた。墓地は1000年頃に教会の周囲に設けられた。1700年に墓地の周囲に建物が建てられ、教会を取り囲む形の家屋群ホイザーリングが形成された。墓地は1877年に「村の外」に移転された。しかしここも数十年のうちに開発が決まったため現在の場所に新しく墓地を造らなければならなかった。現在ではバーンホーフ通り沿いの小さな公園に記念碑が建っている。
住民の多くは、大昔からの農民であった。主要な領主は、ミュンスター司教、聖堂参事会、エッセン女子修道院、フレッケンホルスト女子修道院、ラーヴェンスベルク伯、マリエンフェルト修道院、ヘルツェブロック修道院、クラーホルツ修道院、ガイスト家、その他さまざまな貴族であった。農民たちは中世全体を通してこれらの土地領主に隷属した（農奴制）。つまり、現在では当然となっている自由（住む場所の選択、所有物の処分、結婚相手の選択など）は厳しく制限されていた。このため、フランス革命やナポレオンといった大変革の影響やプロイセンという新たな領主の下で、19世紀にいわゆる農奴解放がなされた。
1899年4月1日、エニガーローから 13.07 km2 が分割される形で、自治体ノイベックムが新たに創設された。1910年にはエニガーローもノイベックムも固有のアムトに昇格した。1930年にこの2つのアムトはアムト・エニガーロー＝ノイベックムに統合された。アムト・エニガーロー＝ノイベックムは1952年に廃止された。エニガーローはこれ以後アムトに属さなかった。
第一次世界大戦後、世界恐慌の結果、住民たちはひどい失業状態に苦しんだ。第二次世界大戦後、特に旧ドイツ東部領土からの難民により、人口はほぼ倍増した。人口の増加により住民たちは住宅だけでなく公共の建物（学校、教会、役場など）を建設しなければならなかった。さらに、当然ながら、道路、ライフライン管理も建設され、採石場跡に大規模なゴミ処理・貯蔵センターが設けられた。近代的な遊戯広場やスポーツ施設が建設され、若者に活用され、全住民の憩いの場として利用された。屋外プールが1938年、体育館を併設した屋内プールは1973年に建設された。冷戦時代、「核への関与」の枠組みで、ヴェストキルヒェンに米軍の核兵器が貯蔵され（1975年から）、連邦軍が配備された。
1975年1月1日に、それまで独立した町村であったエニガー、オステンフェルデ、ヴェストキルヒェンを編入し、エニガーローは拡大した。これらの旧町村は新しい町の町区となった。1976年11月9日にこの町は市となった。

## 住民

### 人口推移
| 年   | 人口（人） |
| ---- | ---------- |
| 1998 | 20,599     |
| 1999 | 20,656     |
| 2000 | 20,742     |
| 2001 | 20,786     |
| 2002 | 20,741     |
| 2003 | 20,724     |
| 2004 | 20,671     |
| 2005 | 20,741     |
| 2006 | 20,501     |
| 2007 | 20,437     |
| 2008 | 20,638     |
| 2012 | 19,558     |

各12月31日の人口である。

## 行政

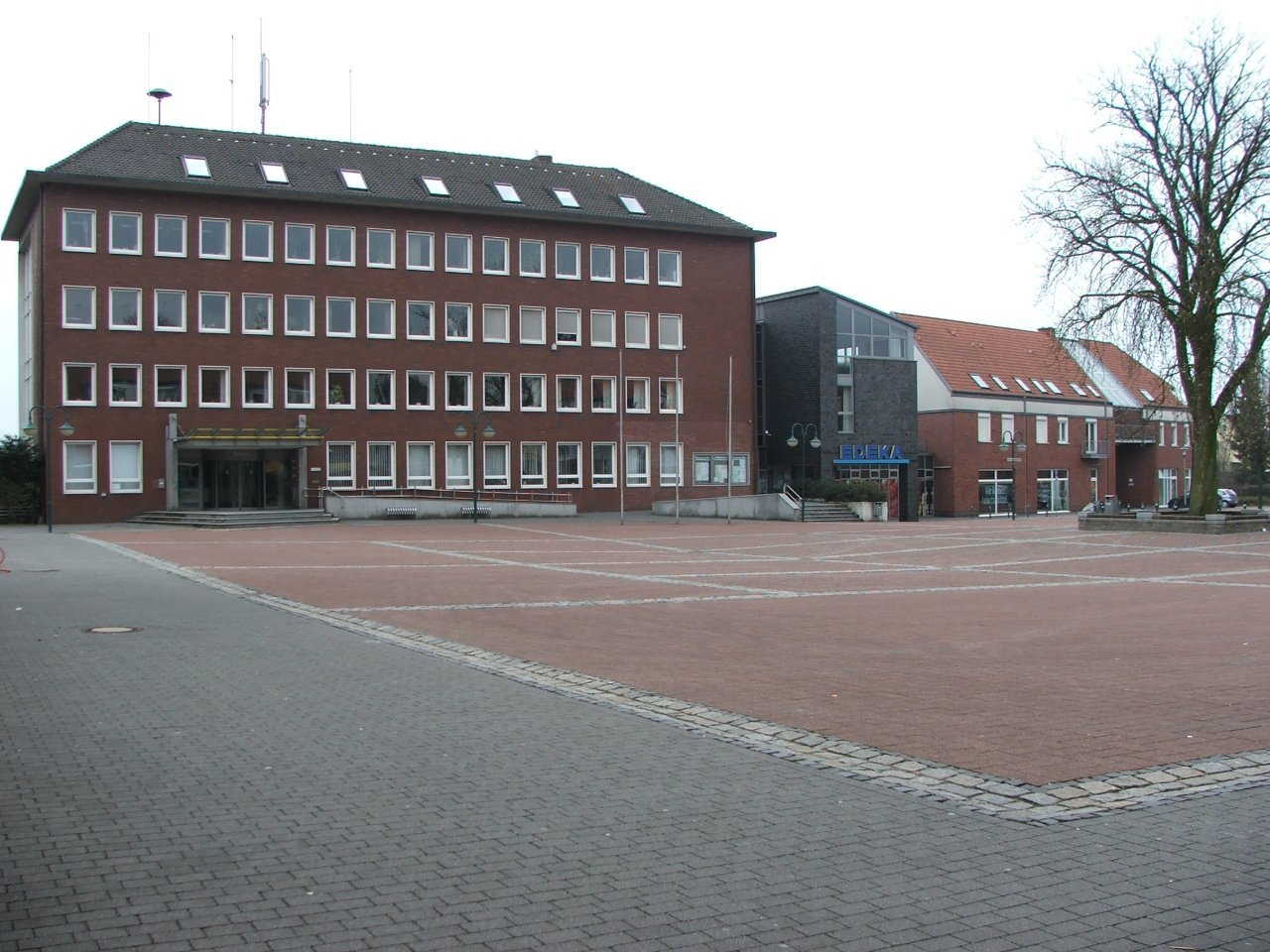
エニガーロー市庁舎

### 市議会
エニガーロー市議会は、32人の議員と市長で構成される。

### 首長
2002年5月5日、エニガーローで、ノルトライン＝ヴェストファーレン州の歴史で初めて、直接選挙で選ばれた首長が再び直接投票により失職した。これは前払い詐欺事件によるもので、市当局が約145,000ユーロに及ぶ社会福祉金の不正受給を許していたことに端を発した。この事件に関して、当時の市長ハンス＝ウルリヒ・ブリンクマン (SPD) と多くの市職員が検察の取り調べを受けた。
2014年5月25日の市長選挙では、現職のベルトルト・リュルフ (SPD) が 83.3 % の票を獲得して市長職を守った。

### 紋章
図柄: 緑地に3つの蝶番部が黒い銀色の貝殻（2:1に配置）。
貝殻は、石灰岩の産地であることを表しているが、同時に聖ヤコブのアトリビュートでもある。緑の地色は、市域が農業に利用されていることを意味している。
この紋章は1955年6月2日に当時の町が認可を受けた。

### 姉妹都市、友好都市
- 姉妹都市
  -  レセ（フランス語版、英語版）（フランス、マンシュ県）1987年
- 友好都市
  -  エッゲジーン（ドイツ語版、英語版）（ドイツ、メクレンブルク＝フォアポンメルン州）1900年
  -  カームニク（スロベニア、中央スロベニア地方）1992年

## 文化と見所

### 建築

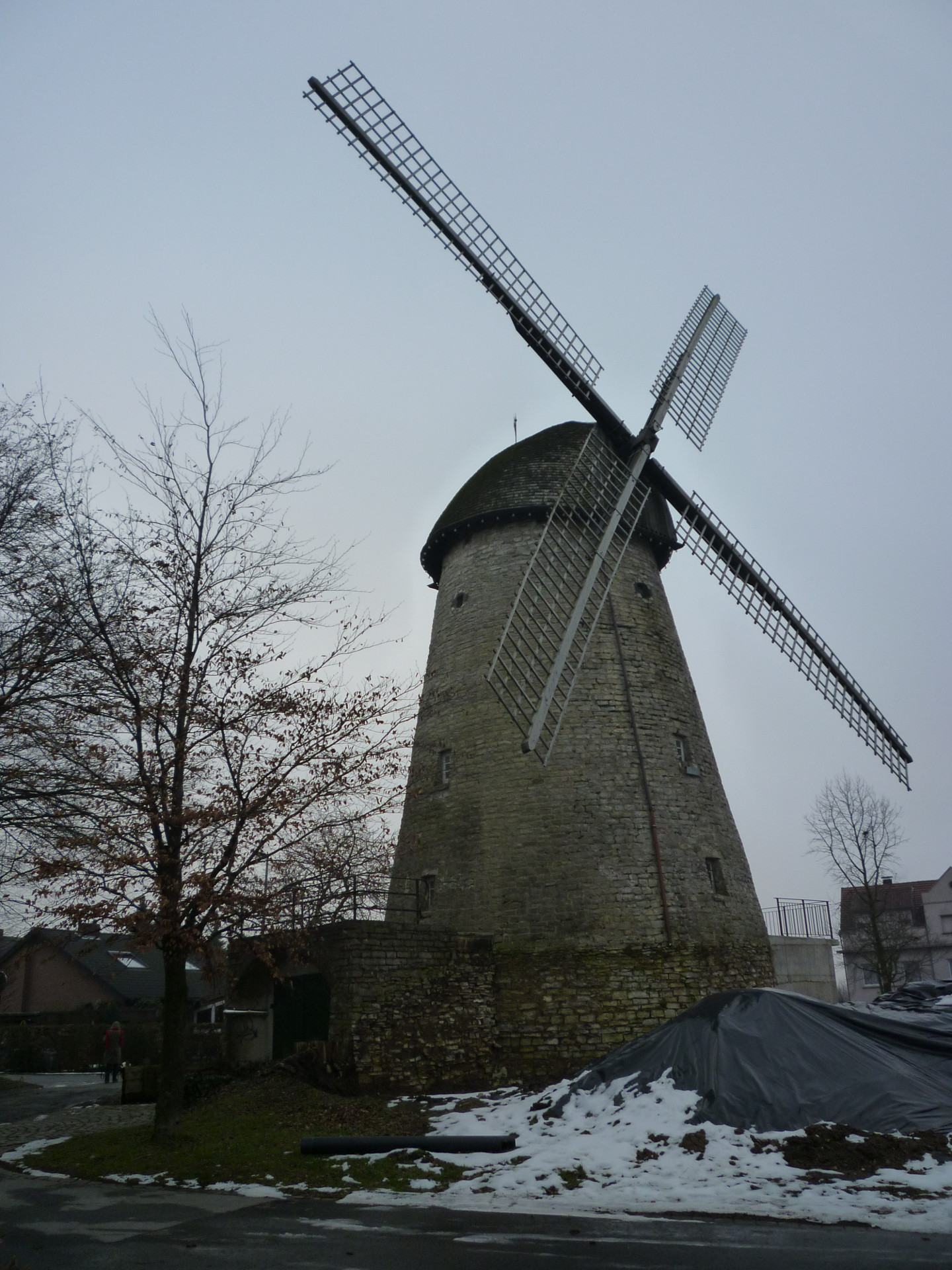
エニガーローの風車

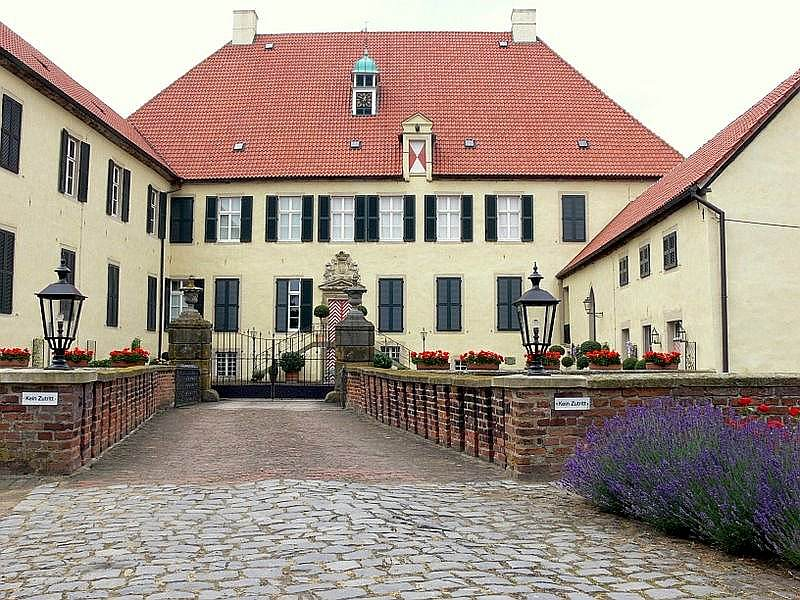
フォルンホルツ城

- エニガーローの風車。地元の石灰岩製ヴァルホレンダー風車。1869年建造。風車の軸までの高さ 114 m。
- 聖ヤコーブス教会。13世紀、後期ロマネスク様式のハレンキルヒェにネオゴシック様式の拡張がなされた。
- 聖ルートゲルス教会。1959年建造。2013年に世俗化され、解体された。
- 福音主義宥和教会。1914年建造。
- ドルッベル。1700年頃に形成された稠密な中心市街。
- フーベルトゥス記念碑。1906年。
- 旧シュヴァーケ蒸留所
- リュッケンパー礼拝堂。エニガー。1687年。
- 聖マウリティウス教会。エニガー。塔は12世紀末、それ以外は19世紀のネオゴシック建築。
- 聖マルガレータ教会。オステンフェルデ。ネオゴシック様式。19世紀。
- シューレンブリンクの礼拝堂。オステンフェルデ。
- ドロムベルクの礼拝堂。オステンフェルデ。
- フォルンホルツ城。オステンフェルデ。1661年。ゴルフ場を併設。
- 聖ラウレンティウス教会。ヴェストキルヒェン。19世紀のネオゴシック建築
- ディーク邸。ヴェストキルヒェン。バロック様式。
- 風車。ヴェストキルヒェン。
- スポーツ施設「シュターヴェルンブッシュ」
- オリンピアハレ。屋内プールもある。
- エニガー、エニガーロー、オステンフェルデのラントハーゲ（国防土塁）跡。
- トイフェルスブルンネン。

- 聖ヤーコブス教会
- ドルッベルの家並み
- 旧シュヴァーケ蒸留所
- リュッケンパー礼拝堂
- 聖マルガレータ教会
- 聖ラウレンティウス教会
- ディーク邸
- トイフェルスブルンネン

### 年中行事
- メットブルスト市場。教会祭と市場。9月の最終火曜日に開催される。地方政府や連邦政府をターゲットにした風刺劇「Döüwel」（悪魔）が上演される。
- エニガー市場。1552年に最初の記録が遺る。7月の第2水曜日にエニガー地区で開催される。
- アイントラハト・エニガーロー男声合唱団の秋のコンサート。10月の最終日曜日に開催される。
- エニガーローの謝肉祭パレード。バラの月曜日前の土曜日に行われる。
- エニガーローのスポーツガラ。2005年に創設されたイベントで、地元のスポーツ選手やスポーツクラブを表彰する。
- エニガーローの文学リング。2003年から。エニガーロー文化センター（旧シュヴァーケ蒸留所）で開催される。聴衆によって選ばれたアマチュア詩人にトロフィーが与えられる。
- エニガーローの水車祭。2008年から。聖霊降臨祭に開催される。1869年に建設されたミューレンガイストの風車の周りで行われる。

## 経済と社会資本

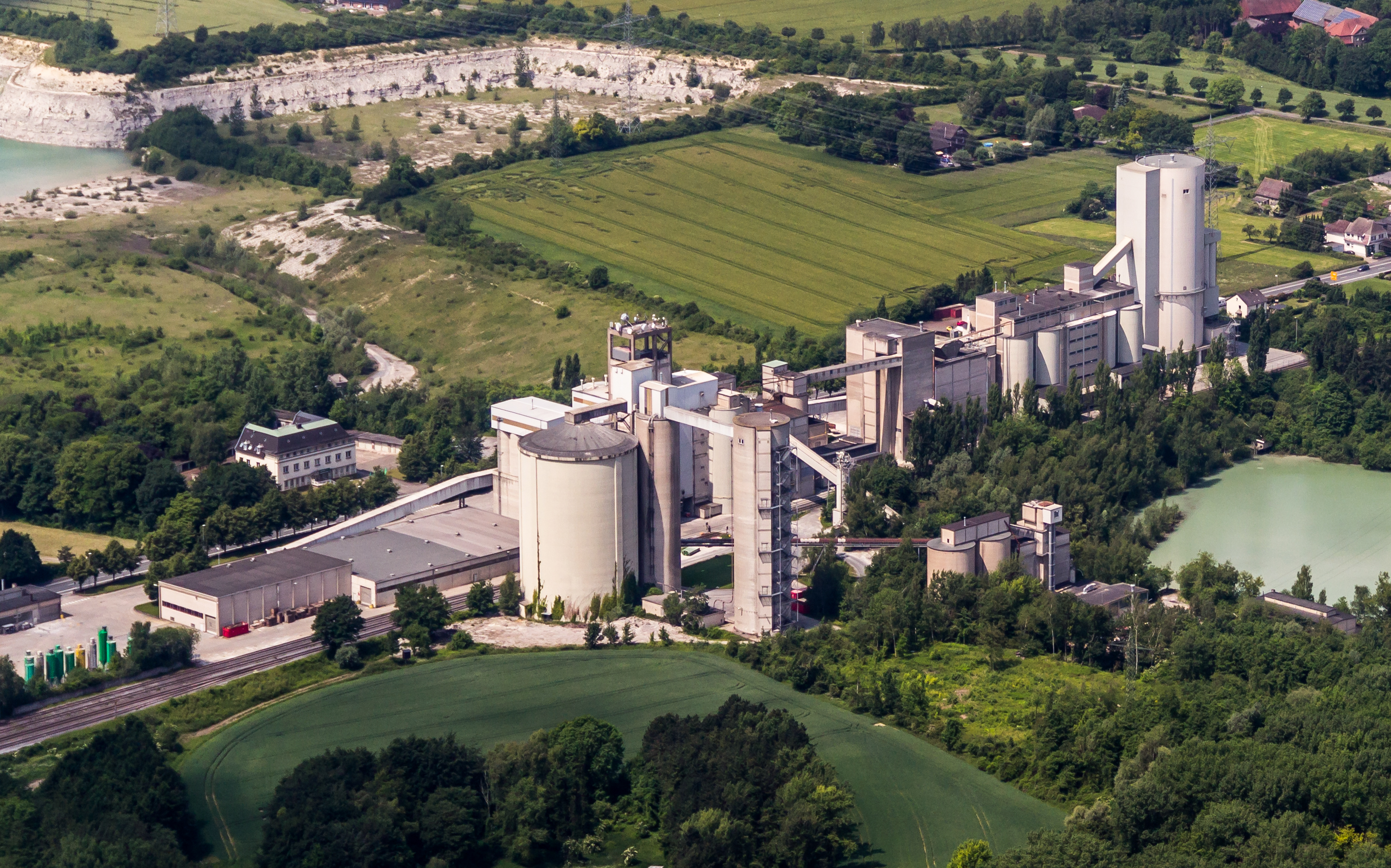
エニガーローのセメント工場

### 交通

#### 鉄道
エニガーローは鉄道ノイベックム - ヴァーレンドルフ線沿いに位置している。この路線は貨物線で、セメント工場への原料搬入や製品の搬出に重要な役割を担っている。セメント工場駅以降の路線は廃止され、撤去されている。

#### 道路
エニガーローは連邦道 B475号線沿いに位置している。この連邦道は、北はヴァーレンドルフ、南はベックムおよびゾーストに通じている。B475号線がアウトバーン A2号線に接続するベックム＝エニガーロー＝ヴァーレンドルフ・インターチェンジまでは、約 6 km の距離がある。

### 地元企業
1949年から、薬品サービス業者のロッテンドルフ・ファルマは本社をエニガーローに置いている。2009年半ばの時点でロッテンドルフ・グループは 780人の従業員を擁していた。2008年の売り上げは、約 9700万ユーロであった。

## 人物

### 出身者
- カール・ヴァイエルシュトラース（1815年 - 1897年）数学者

## 訳注
1. ↑  Nonnen は「修道女たち」を意味する。